# 和平北站
和平北站 位于中华人民共和国广东省河源市和平县阳明镇东北部均连村，是赣深客运专线上的火车站，也是该线广东段最北的车站。
2020年3月动工建设，2021年12月10日随赣深客运专线一起开通运营。

## 概况
和平北站布置形式为线侧下式站房布局，站房位于线路西侧，建筑面积9965平方米，结构为地下一层、地上两层，设置2台4线，主体结构采用钢筋混凝土框架结构，站房中部设进站集散厅、候车室，两侧设商务候车室、售票厅、出站厅、商业服务等用房。两侧利用层高设置夹层，作为车站生产办公、信息设备等用房。
站房建筑以林寨古村建筑风格为元素，屋顶设计源自圆形围龙屋的飘逸形态及方形围龙屋方正的形态，两种形态在空间中结合形成具有识别性的客家建筑符号，建筑立面采用体现客家四角楼元素的“入粤古郡、客韵新生”方案。
站前广场和出入口位于车站西侧，总面积6万平方米，分为北停车场区和中央景观广场区两个区域。

## 车站楼层
| 地面 | 站厅     | 售票处、进站口、候车区、出站口      |  |  |
|      | 侧式站台 |                                     |  |  |
|      | 1站台    | 赣深高铁 赣州西方向（下站：定南南） |  |  |
|      |          | 赣深高铁 赣州西方向正线             |  |  |
|      |          | 赣深高铁 深圳北方向正线             |  |  |
|      | 2站台    | 赣深高铁 深圳北方向（下站：龙川西） |  |  |
|      | 侧式站台 |                                     |  |  |

## 利用状况
截至2025年1月5日全国铁路季度调图，和平北站办理营业客车22列车，其中上行15列、下行7列。

## 车站交通
车站广场设有公交车站和出租车等候区。

#### 公交车
和平公交2路：西郊车站—和平北站 ，运营时间07:30-20:30